# Spencer Breslin
Spencer Breslin (sinh 18 tháng 5 năm 1992) là một nam diễn viên kiêm nhạc sĩ người Mỹ.

## Tiểu sử
Spencer Breslin sinh ngày 18 tháng 5 năm 1992 tại thành phố New York, Spencer có em gái tên Abigail Breslin (một nữ diễn viên, sinh năm 1996) và là em trai của Ryan Breslin cũng là một nam diễn viên (sinh năm 1985). Spencer là con trai của Michael Breslin và Kim - một quản lý cá nhân.Cậu ta đã từng xuất hiện trong các phim The kid, the santa clause 2,... Không những xuất hiện trên các bộ phim người đóng, Spencer còn lồng tiếng cho các bộ phim hoạt hình của Disney như phim Teamo Supremo và Peter Pan:Return to Neverland. Spencer trở lại với phim The Santa Clause 3 (khởi chiếu ngày 3 tháng 11 năm 2006). Trong năm 2004, Spencer đã cùng Abigail diễn trong phim Raising Helen và Abigail cũng đóng trong phim The Santa Clause 3 cùng Spencer Breslin. Hai bộ phim mới nhất mà Spencer đóng trong năm 2008 vừa qua là phim The Happening (tạm dịch là Thảm Hoạ Toàn Cầu) và phim Harold. Ngày 7 tháng 7 năm 2007, Spencer Breslin có mặt trong chương trình American leg of Live Earth.

## Các phim đã đóng
- Bones (phim truyền hình) (2009) vai Clinton Gilmore
- Dear Eleanor (2009)
- Harol (2008) vai Harold
- The Happening (2008) vai Josh
- Zoom (2006) vai Tucker Williams/ Mega - boys
- The Santa Clause 3 (2006) vai Curtis
- The Shaggy Dog (2006) vai Josh
- Ozzie (2004) vai Justin
- Raising Helen (2004) vai Henry Davis
- The Princess Diaries 2: Royal Engagement (2004) vai Hoàng tử Jacqes
- The cat in the Hat (2003) vai Conrad
- You Wish! (2003) vai Stevie Lansing / Terrence Russell McCormack
- Peter Pan: Return to Neverland (2002) vai Cubby (lồng tiếng)
- Teamo Supremo (2004) vai Crandall / Đội trưởng Crandall
- The Santa Clause 2 (2002) vai Curtis
- The Kid (2000) vai Rusty Duritz
- Meet the Parents (2000) vai cậu bé nhỏ
- The Ultimate Christmas Present (2000) vai Joey Thompson